# Kenneth Kronholm
Kenneth Kronholm (* 14. Oktober 1985 in Fort Belvoir, Virginia, USA) ist ein ehemaliger deutsch-US-amerikanischer Fußballtorhüter, und jetziger Torwarttrainer.

## Karriere

### Aus der Kurpfalz nach Wolfsburg
Als Sohn einer Deutschen und eines US-Amerikaners wurde Kenneth Kronholm in Fort Belvoir, Virginia geboren, wuchs jedoch größtenteils in der kurpfälzischen Region um Heidelberg auf. Als Kind zunächst Handball-Spieler wie sein Großvater Edwin Muth, der dreimal im Tor der Deutschen Feldhandball-Nationalmannschaft stand, begann Kronholm erst 1999 Vereinsfußball zu spielen und schloss sich der SG Oftersheim an, für die er in der C-Jugend zunächst noch als Stürmer aktiv war. Erst in der B-Jugend wurde Kronholm Torwart, wechselte 2000 in die Jugend des kurpfälzischen SV Waldhof Mannheim und gelangte 2003 zum niedersächsischen VfL Wolfsburg. Während er für Wolfsburg zunächst in der A-Junioren-Bundesliga auflief, gehörte Kronholm auch zum Kader der zweiten Mannschaft des VfL, mit dem er, obwohl selbst nicht eingesetzt, im Mai 2004 Staffel-Sieger in der viertklassigen Oberliga Nord wurde.

### Über Jena ins Rheinland
Im Januar 2005 schloss sich Kronholm dem FC Carl Zeiss Jena an und gewann mit diesem die Meisterschaft der Saison 2004/05 der Oberliga Nordost, jedoch erneut ohne selbst zu einem Einsatz im Ligabetrieb gekommen zu sein. Daraufhin verließ Kronholm den Verein bereits im Juli 2005 in Richtung des VfR Wormatia Worms, für den er fünf Spiele in der Oberliga Südwest bestritt.
Im Juli 2006 wechselte Kronholm weiter zu Fortuna Düsseldorf in die drittklassige Regionalliga, in welcher er mit 13 Einsätzen in der Rückrunde der Saison 2006/07 Stammtorhüter der Fortunen wurde. Nachdem er seinen Stammplatz aber aus disziplinarischen Gründen bis zu einer Verletzung von Torwart-Konkurrent Patrick Deuß zunächst wieder verloren hatte, wechselte Kronholm im Sommer 2007 zum Regionalliga-Konkurrenten FSV Frankfurt.

### Frankfurt und Rostock
In Frankfurt absolvierte Kronholm in der Hinrunde 2007/08 zunächst sechs Einsätze, verlor dann aber seinen Platz in der Startelf an Florian Schürenberg. In der Winterpause absolvierte Kronholm daraufhin ein Probetraining beim englischen Verein Ipswich Town, anschließend beim deutschen Bundesligisten Hansa Rostock. Dabei konnte er in Rostock überzeugen und wechselte als neuer dritter Torhüter hinter Stefan Wächter und Jörg Hahnel zunächst bis Juni 2009 zum F.C. Hansa. Im Gegenzug ging Rostocks bisheriger dritter Torhüter Patric Klandt nach Frankfurt.
In Rostock spielte Kronholm zunächst für die von Thomas Finck trainierte Zweitvertretung in der viertklassigen Oberliga Nordost und trug mit sieben Einsätzen in der Saison 2007/08 zur Qualifikation der Mannschaft zur ab 2008/09 viertklassigen Regionalliga bei. Zum Saisonende wurde er nach einer schweren Verletzung des Stammtorhüters der von Frank Pagelsdorf trainierten ersten Rostocker Mannschaft jedoch von dieser als Ersatz-Torhüter benötigt, so dass er zunächst keine weiteren Einsätze für Hansas Zweitvertretung absolvierte. Im April 2009 jedoch wurde Kronholm durch den mittlerweile als Trainer fungierenden Andreas Zachhuber gemeinsam mit Heath Pearce aus dem Lizenzspielerkader gestrichen und gänzlich der Reservemannschaft zugeteilt.

### Über Rheinland-Pfalz nach Regensburg
Als sein Vertrag in Rostock im Sommer 2009 auslief, wechselte Kronholm zum Regionalligisten Eintracht Trier, mit dem er 2009/10 nach 22 Einsätzen den letzten Platz der Staffel-West belegte. Da jedoch drei Mannschaften dieser Staffel keine Lizenz für die Folgespielzeit 2010/11 erhielten, verblieb Trier trotz des sportlich schlechten Abschneidens in der vierten Spielklasse. Kronholm schloss sich zur Folgesaison jedoch dem Fünftligisten SV Waldhof Mannheim an, bei dem er hinter Markus Kolke lediglich Ersatz-Torhüter wurde. Im Januar 2011 wechselte Kronholm daraufhin nach Absolvierung eines Probetrainings zum Drittligisten Jahn Regensburg. Bereits nach sechs Monaten endete dieses Engagement im Sommer 2011 jedoch wieder.

### Mannheim und Elversberg
Kronholm wurde am 5. August 2011 vom VfR Mannheim für die Oberliga Baden-Württemberg verpflichtet. Nach einem Jahr wechselte er zum saarländischen Regionalligisten SV Elversberg, mit dem er zum Ende der Saison 2012/13 in die 3. Liga aufstieg. Am 20. Juli 2013 gab Kronholm im Drittligaspiel gegen den SV Darmstadt 98 (0:0) sein Profidebüt. Mit der Sportvereinigung stieg er nach nur einer Saison wieder in die Regionalliga ab.

### Holstein Kiel
Zur Saison 2014/15 wechselte Kronholm zum Drittligisten Holstein Kiel. Er unterzeichnete einen Vertrag bis zum 30. Juni 2016. Er konnte sich gegen Niklas Jakusch und Maximilian Riedmüller als neue Nummer 1 bei den Störchen durchsetzen. Im Sommer 2015 zog er sich einen Kreuzbandriss im linken Knie zu.

### Wechsel in die USA
Anfang Mai 2019 wechselte Kronholm zum MLS-Franchise Chicago Fire. Er erhielt einen Vertrag mit einer Laufzeit bis zum 31. Dezember 2021 mit einer Option auf ein weiteres Jahr. 2022 beendete schlussendlich seine aktive Karriere. Und wurde Torwarttrainer beim Schleswig-Holsteinischen Landesligisten SpVg. Eidertal Molfsee.